# Jean Mueller
Pour les articles homonymes, voir Jean Muller (homonymie) et Muller.
Jean Mueller, née en 1950, est une astronome américaine retraitée.

## Biographie
Jean Mueller a travaillé près de trente ans à l'observatoire Palomar, elle y a découvert plusieurs comètes, dont les comètes périodiques 120P/Mueller, 131P/Mueller, 136P/Mueller, 149P/Mueller, 173P/Mueller, ainsi que d'autres comètes périodiques non encore numérotées et quelques comètes non périodiques.
Elle a également découvert plusieurs astéroïdes, dont les astéroïdes Apollo (4257) Ubasti, (9162) Kwiila, (11500) Tomaiyowit, (12711) Tukmit et l'astéroïde Amor (6569) Ondaatje.
Jusqu'en 2006, elle a aussi à son actif la découverte de 98 supernovas en plus de neuf codécouvertes. Elle aurait pu surpasser le record absolu de Fritz Zwicky de 120 découvertes plus une codécouverte mais elle est retraitée en 2017.
L'astéroïde (4031) Mueller a été nommé en son honneur.

## Astéroïdes découverts
| (4257) Ubasti                                                             | 23 août 1987     |
| (4558) Janesick[1]                                                        | 12 juillet 1988  |
| (6569) Ondaatje                                                           | 22 juin 1993     |
| (9162) Kwiila                                                             | 29 juillet 1987  |
| (11028) 1987 UW                                                           | 18 octobre 1987  |
| (11500) Tomaiyowit[2]                                                     | 28 octobre 1989  |
| (12711) Tukmit                                                            | 19 janvier 1991  |
| (16465) Basilrowe                                                         | 24 mars 1990     |
| (19204) Joshuatree                                                        | 21 juin 1992     |
| (24658) Misch                                                             | 18 octobre 1987  |
| (360191) 1988 TA [3]                                                      | 5 octobre 1988   |
| (408752) 1991 TB2                                                         | 3 octobre 1991   |
| (412976) 1987 WC                                                          | 21 novembre 1987 |
| 1. avec Alain Maury 2. avec J. Dave Mendenhall 3. avec Jeffrey L. Phinney |                  |